# Nagsel
Als Nagsel wird das durch holzzerstörende Insekten erzeugte Bohrmehl bezeichnet. Es besteht aus Kotballen und ungefressenem Holzmehl. Abhängig vom Insekt kann das Nagsel in den Fraßgängen verbleiben oder aber auch ausgeworfen werden.
Typische holzzerstörende Insekten sind unter anderem der Hausbock, verschiedene Bohrkäfer (z. B. Brauner Splintholzkäfer oder Geprägter Splintholzkäfer) und Nagekäfer (z. B. Gewöhnlicher Nagekäfer oder Gekämmter Nagekäfer).